# Jacob de Gelder
Jacob de Gelder (22 de noviembre de 1765 - 10 de octubre de 1848) fue un matemático neerlandés que desempeñó un papel especial en la reforma de la enseñanza de las matemáticas en su país natal, siendo autor de numerosos libros de texto de matemáticas.

## Semblanza
De Gelder nació en Róterdam en 1765. Desarrolló su carrera profesional como contable y como profesor de matemáticas en Ámsterdam, y comenzó a publicar en 1791. Durante los años de la revolución napoleónica que sacudió Europa a finales del siglo XVIII, perdió a la mayoría de sus estudiantes y tuvo que buscar otras fuentes de ingresos. De 1802 a 1806 trabajó como agrimensor para el estudio de la tierra de los Países Bajos al mando del general Kraijenhoff, de 1807 a 1810  se dedicó a enseñar matemáticas y en 1811 trabajó en la oficina de impuestos. Vivió en parte en La Haya y en parte en Ámsterdam, y participó activamente en las sociedades matemáticas locales de ambas ciudades. Pronto se hizo popular a través de sus libros de matemáticas y abogó por la enseñanza de esta disciplina en tantas escuelas como fuera posible. En 1815 se convirtió en profesor de matemáticas en la recién fundada Academia Militar de Delft. Allí, sin embargo, tuvo un conflicto con el comandante sobre el alcance de las lecciones teóricas, por lo que fue suspendido en 1819. Ese mismo año se convirtió en profesor asociado y en 1824 en profesor titular en la Universidad de Leiden. También enseñó en la Escuela de Latín (hasta que tuvo que desistir debido a una discusión con el director) e impartió clases de Geometría Descriptiva en la Escuela Industrial. En 1840 se retiró, siendo entonces nombrado caballero de la Orden del León Neerlandés.
Estuvo casado con Catharina van Rooijen desde 1792. La pareja tuvo ocho hijos, de los cuales solo uno llegó a la edad adulta. De Gelder falleció en Leiden en 1848.

## Archivos
La mayoría de las cartas y algunas notas de las conferencias de De Gelder se almacenan en la Biblioteca de la Universidad de Leiden. Algunas cartas se conservan en la colección de la Biblioteca de la Universidad de Utrecht. El archivo (Departamento de Archivos Kennemerland, de Haarlem) y la Biblioteca (UB UvA) de la Real Sociedad Matemática Holandesa contienen documentos relacionados con las actividades que De Gelder desarrolló en beneficio de la sociedad.